# Maite Morren
Maite Morren (Jette, 17 augustus 1984) is een Belgische politica voor de partij sp.a.

## Levensloop
Morren werd in Jette geboren als kind van een Belgische vader en een Peruaans-Chinese moeder. Ze groeide op in de rand rond Brussel en woont sinds een aantal jaar in Elsene. Ze studeerde Germaanse Talen, Internationale Betrekkingen en Europese Studies aan de KU Leuven en studeerde een jaar in Londen aan de London School of Economics. Ze volgde o.m. een stage bij het Europees Parlement en was vrijwilliger bij Amnesty International.
Vlak na de Vlaamse en Europese verkiezingen besloot Morren zich nationaal te engageren binnen Animo jong links, de jongerenbeweging van sp.a. In oktober 2009 werd ze bestuurslid en tevens internationaal secretaris. Bij de volgende bestuursverkiezingen in oktober 2011 werd ze verkozen als voorzitster.
Morren was voor het eerst kandidaat voor sp.a bij de gemeenteraadsverkiezingen in 2012. Ze was een van de twee Nederlandstalige (sp.a) kandidaten op de lijst van de burgemeester (LB), een kartellijst van PS en sp.a getrokken door de toenmalige uittredende burgemeester Willy Decourty. Morren profileerde zich op thema's als een leefbaar, betaalbaar en sociaal Elsene voor iedereen. Morren werd vanop de 14de plaats rechtstreeks verkozen met 303 voorkeurstemmen en werd na nachtelijke onderhandelingen tussen PS, sp.a en MR benoemd tot schepen. Als enige Vlaamse schepen in de gemeente werd ze bevoegd voor Nederlandstalige Cultuur, Wijkleven, Informatica, Economaat en Drukkerij. Ze werd herverkozen in 2018 herverkozen in de gemeenteraad, maar werd geen schepen meer.